# Ana María Huarte
Ana María Josefa Ramona de Huarte y Muñiz més coneguda com a Ana Huarte de Iturbide va néixer a Valladolid, el 17 de gener de 1786, va ser emperadriu consort de Mèxic com a muller d'Agustín de Iturbide, primer emperador del territori mexicà. El seu pare era un immigrant navarrès que va arribar a la Nova Espanya a la recerca de millors oportunitats en la segona meitat del segle xviii i es va establir a Valladolid, on va començar a pastar una enorme fortuna i a fer-se de diverses finques. En 1769 va contreure matrimoni amb María Ignacia Escudero y Servín, unió de la qual no va haver descendència. Després de la mort de Agustin de Iturbide el govern de Mèxic li va donar autorització a ella i als seus fills d'anar-se'n a Colòmbia, assignant-li a la família una pensió anual de $8,000 pesos. Però com no van trobar vaixell perquè els dugués, es van traslladar als Estats Units, on residiria per la resta dels seus dies. Ana María va obsequiar la sagristia amb el vestit usat a la seva coronació, de material entreteixit d'or i plata, del que es van fer ornaments i reliquiaries.

## Descendència
Ana María Huarte i Agustin de Iturbide van tenir 10 fills;
- Agustín Jerónimo de Iturbide y Huarte (1807 - 1864)
- Sabina María de la Concepción de Iturbide y Huarte (1809 - 1871)
- Juana de Dios María Francisca Ramona Ignacia de Iturbide y Huarte (1811 - 1828)
- Josefa de Iturbide y Huarte (1814 - 1891)
- Ángel María José Ignacio Francisco de Xavier de Iturbide y Huarte (1816 - 1872)

Agustín de Iturbide y Green
- María Jesus de las Angustias Juana Nepomuceno de Iturbide y Huarte (1818 - 1849)
- María de los Dolores de Iturbide y Huarte (1819 - 1820)
- Salvador María de Iturbide y Huarte (1820 - 1856)

Salvador Agustín Francisco de Paula de Iturbide y de Marzán
- Felipe Andrés María Guadalupe de Iturbide y Huarte (1822 - 1853)
- Agustín Cosme de Iturbide y Huarte (1824 - 1873)